# Избори за Европски парламент 2009. (Италија)
Избори за европски парламент одржани су у суботу 6. и недељу 7. јуна 2009, за бирање 73 италијанских посланика у Европском парламенту. Локални избори су одржани истог дана. Изборни цензус је постављен на 4% гласова.
Избори су исходили победу премијера Силвија Берлусконија, тиме што је владајућа коалиција освојила 38 мандата а опозиција укупно 35 мандата.

## Резултати
|  | Партија                                | Гласови    | %     | Мандати |
|  | -------------------------------------- | ---------- | ----- | ------- |
|  | Народ слободе                          | 10.807.794 | 35,3  | 29      |
|  | Демократска партија                    | 8.008.203  | 26,1  | 21      |
|  | Северна лига                           | 3.126.915  | 10,2  | 9       |
|  | Италија вредности                      | 2.452.569  | 8,0   | 7       |
|  | Унија Центра                           | 1.996.901  | 6,5   | 6       |
|  | Комунистичка антикапиталистичка левица | 1.038.247  | 3,4   | -       |
|  | Левица екологија слобода               | 958.458    | 3,1   | -       |
|  | Остали                                 | 2.233.194  | 7,3   | 1*      |
|  | Укупно                                 | 32.747.722 | 100,0 | 73      |

*Посланик Народне партије Јужног Тирола (СВП).

### Расподјела мандата по групама у Европском парламенту
-Група Европске народне партије (Народ слободе, Унија Центра и СВП) 

-Прогресистичка алијанса социјалиста и демократа (Демократска партија) 

 
-Европа слобода и демократије (Северна лига) 

-Савез либерала и демократа за Европу (Италија вредности) 